# Eremopterix signatus
Eremopterix signatus é uma espécie de ave da família Alaudidae.
Pode ser encontrada nos seguintes países: Etiópia, Israel, Quénia, Somália e Sudão.
Os seus habitats naturais são: matagal árido tropical ou subtropical, campos de gramíneas subtropicais ou tropicais secos de baixa altitude e desertos quentes.